# スティーヴ・ペンバートン
スティーヴ・ペンバートン（英: Steve James Pemberton、1967年9月1日 - ）は、英国の俳優、脚本家、コメディアン。
ジェレミー・ダイソン、マーク・ゲイティス、リース・シェアスミスらと、シットコム・スケッチ番組『リーグ・オブ・ジェントルマン 奇人同盟!』を制作した。シェアスミスとは他にも、『サイコヴィル』（2009年）、『インサイド No.9』（2014年）などを制作している。『ドクター・フー』、『ベニドルム』、『ブラックプール』、『シェイムレス』、『ホワイトチャペル』、『ハッピー・ヴァレー』、『マップとルチア』 (Mapp and Lucia (BBC TV series)) などに出演している。

## 略歴と私生活
ペンバートンは、ランカシャーの町チョーリーで生まれた。チョーリーにある聖ミカエル英国国教会高校 (St. Michael's CE High School) に通い、演劇の才能を認められた。同じくチョーリーのランショー・カレッジで学んだ後、ブレットン・ホール・カレッジ (en) に通い、舞台芸術のBachelor of Artsで優等学位 (Hons) を得た。
私生活では、アリソン・ペンバートン（英: Alison Pemberton）と結婚し3人の子供に恵まれている。

## 芸歴
ペンバートンの活動初期には、実験的な劇場（フリンジ・シアター）での業績が多い。彼はゴードン・アンダーソン、トム・ハドリー、そしてプロデューサーのシェーン・ウォルターと606劇場（英: The 606 Theatre）を立ち上げている。バラエティ誌に寄稿をしていたほか、1991年から1998年までは『インターナショナル・フィルム・ガイド』（英: International Film Guide）の編集補も務めていた。『ホワイトチャペル』、『ベニドルム』、"Under the Greenwood Tree"、『ホテル・バビロン』、"The Last Detective"、『幽霊探偵ホップカーク』（2000年版）、『ブラックプール』、『シェイムレス』などに名を連ねている。2004年には、テレビ映画『ナイルに死す』でベスナー医師を演じた。また2005年の映画『名犬ラッシー』にも出演している。
ペンバートンはスケッチ・コメディ・グループ「ザ・リーグ・オブ・ジェントルメン」の一員として最もよく知られている。グループの他のメンバーは脚本家のジェレミー・ダイソン、脚本家兼俳優のマーク・ゲイティスとリース・シェアスミスである。ペンバートンは10代の終わりに、ブレットン・ホール・カレッジ (Bretton Hall College) でメンバーと出会った。「ザ・リーグ・オブ・ジェントルメン」としての活動は1995年の舞台活動に始まり、1997年にはBBC Radio 4でのラジオ番組 "On the Town with the League of Gentlemen"、そして1999年にはBBC Twoでのテレビ番組『リーグ・オブ・ジェントルマン 奇人同盟!』の放送開始と次第に場所を移していった。中でもテレビ番組には、英国アカデミー賞テレビ部門、ロイヤル・テレビジョン・ソサエティ・アワード、名高いモントルー・金のバラ賞などが与えられている。
2007年には、『Mr.ビーン カンヌで大迷惑?!』で教区司祭 (Vicar) を演じた。同じ年の6月には、ウエスト・エンドで上演されたミュージカル『ドロウジー・シャペロン』の「椅子の男」（英: Man in Chair）役をボブ・マーティンから引き継ぎ、終演の2007年8月4日まで同役を演じきった。2008年には、ノルウェーで制作されたアニメーション映画  "Free Jimmy" (en) の吹替を担当し、ずんぐりとして派手に着飾った、暴走族「ラピッシュ・マフィア」のメンバー・マティス（諾: Mattis）を演じている。この作品では、同じ「ザ・リーグ・オブ・ジェントルメン」のゲイティス、シェアスミスも吹替を担当している。
2009年6月には、シェアスミスとの共同脚本番組『サイコヴィル』がBBC Twoで放送された。2人とも『リーグ・オブ・ジェントルマン』同様に、複数役と脚本をこなす構成の番組である。
2010年には、"Terry Pratchett's Going Postal" (en) （テリー・プラチェットによるディスクワールドシリーズ）に出演し、ルーファス・ドラムノット (Rufus Drumknott) を演じた。2011年にドンマー・ウェアハウスで公演された "The 25th Annual Putnam County Spelling Bee" (en) には、ダグラス・パンチ副院長として登場した。
2014年には、E・F・ベンソンの小説『マップとルチア』の翻案 (Mapp and Lucia (BBC TV series)) に参加し、ジョージー・ピルソン（英: Georgie Pillson）を演じた。ペンバートンは翻案の執筆も担当したほか、同じく「ザ・リーグ・オブ・ジェントルメン」のマーク・ゲイティスとも共演している。作品は2014年のクリスマスに公開された。
また2014年には、ダークコメディ・アンソロジーの『インサイド No.9』がBBC Twoで放送開始された。『サイコヴィル』同様シェアスミスとの共同制作で、2015年には第2シリーズも放送されている。

## フィルモグラフィ

### 映画
| 年   | 邦題 原題                                                     | 役名                             | 備考                                                 |
| ---- | ------------------------------------------------------------- | -------------------------------- | ---------------------------------------------------- |
| 2004 | ナイルに死す Death on the Nile                                | ベスナー医師 Dr. Bessner         | デヴィッド・スーシェ版『名探偵ポワロ』シリーズの一作 |
| 2005 | The League of Gentlemen's Apocalypse (en)                     | 複数役                           | 共同制作者、共同脚本                                 |
| 2005 | 名犬ラッシー Lassie                                           | ハインズ Hynes                   |                                                      |
| 2005 | 銀河ヒッチハイク・ガイド The Hitchhiker's Guide to the Galaxy | ミスター・プロッサー Mr. Prosser |                                                      |
| 2007 | The Old Curiosity Shop (en)                                   | ミスター・ショート Mr. Short     |                                                      |
| 2007 | Mr.ビーン カンヌで大迷惑?! Mr. Bean's Holiday                 | 教区司祭 Vicar                   |                                                      |
| 2008 | Free Jimmy (Free Jimmy)                                       | マティス Mattis                  |                                                      |
| 2012 | Football Managers                                             | オリヴァー Oliver                | 脚本も担当                                           |

### テレビ番組
| 年        | 邦題 原題                                                      | 役名                                    | 備考                                                  |
| --------- | -------------------------------------------------------------- | --------------------------------------- | ----------------------------------------------------- |
| 1999–2002 | リーグ・オブ・ジェントルマン 奇人同盟! The League of Gentlemen | 複数役                                  | シリーズ1-3 共同制作者、共同脚本                      |
| 2000      | Gormenghast (en)                                               | ミュール教授 Professor Mule             | 第1シリーズ第3話に登場                                |
| 2000–2001 | 幽霊探偵ホップカーク Randall and Hopkirk                       | リデル巡査部長 Sergeant Liddel          | エピソード "Drop Dead"に出演                          |
| 2004      | ブラックプール Blackpool                                       | エイドリアン・マー Adrian Marr          |                                                       |
| 2004      | シェイムレス Shameless                                         | エディー・ジャクソン Eddie Jackson      | 2話に出演                                             |
| 2005      | ホテル・バビロン Hotel Babylon                                 | ダニエルズ Mr.Daniels                   | 第1シリーズ第3話に登場                                |
| 2005      | The Last Detective (en)                                        | エドワード・ネザートン Edward Netherton | エピソード "Friends Reunited"に出演                   |
| 2005      | Under the Greenwood Tree                                       | ミスター・シナー Mr. Shinar             |                                                       |
| 2007–2015 | ベニドルム Benidorm                                            | ミック・ガーヴィー Mick Garvey          | 44エピソード                                          |
| 2008      | ドクター・フー Doctor Who                                      | ストラックマン・ラックス Strackman Lux  | エピソード: 195a - 「静寂の図書館」 195b - 「影の森」 |
| 2009      | Terry Pratchett's Going Postal (en)                            | ドラムノット Drumknott                  |                                                       |
| 2009–2011 | サイコヴィル Psychoville                                       | 複数役                                  | 共同脚本                                              |
| 2009–2013 | ホワイトチャペル Whitechapel                                   | エドワード・バカン Edward Buchan        | 2話の脚本も担当、18話に出演                           |
| 2013      | Heading Out (en)                                               | ヴェット警部 Vet Inspector              | 1話                                                   |
| 2014      | マップとルチア Mapp and Lucia (en)                             | ジョージー・ピルソン Georgie Pillson    | 脚本も担当                                            |
| 2014      | ハッピー・ヴァレー Happy Valley                                | ケヴィン・ウェザリル Kevin Weatherill   |                                                       |
| 2014-     | インサイド No.9 Inside No. 9                                   | 複数役                                  | 共同脚本・監督                                        |
| 2015      | Harry Hill in Professor Branestawm Returns                     | アルゲブレイン教授 Professor Algebrain  | 1回もののスペシャル                                   |
| 2019      | グッド・オーメンズ                                             | ハーモニー                              |                                                       |

### 舞台
| 年   | 邦題 原題                                       | 役名                                                |
| ---- | ----------------------------------------------- | --------------------------------------------------- |
| 2008 | ドロウジー・シャペロン The Drowsy Chaperone     | 「椅子の男」 Man in Chair                           |
| 2009 | The 25th Annual Putnam County Spelling Bee (en) | ダグラス・パンチ副院長 Vice Principal Douglas Panch |
| 2012 | 負けるが勝ち She Stoops to Conquer              | ミスター・ハードキャッスル Mr. Hardcastle           |